# Optoisolatore
L'optoisolatore (chiamato anche optocoppia, fotoaccoppiatore) è un componente elettronico che permette di trasferire un segnale fra due circuiti mantenendo l'isolamento galvanico fra gli stessi.

Simbolo generico dell'optoisolatore, costituito da un LED e un fototransistor. Fare attenzione, e verificare con i datasheet del componente, solitamente nei dispositivi a 4 pin il collettore è al pin fisico n. 4 e l'emettitore al 3, l'immagine è quindi fuorviante.

## Descrizione
Viene realizzato normalmente accoppiando otticamente un LED con un elemento fotosensibile. Le variazioni di luminosità legate al segnale in ingresso vengono rilevate dall'elemento fotosensibile ottenendo il trasferimento dell'informazione da un circuito all'altro senza che vi sia continuità elettrica.
Gli optoisolatori vengono utilizzati in tutti i casi in cui, per motivi di sicurezza o necessità circuitali, sia necessario tenere elettricamente separati due circuiti, per esempio nel caso di sistemi di controllo di potenza, nei circuiti di ingresso dei PLC, in alcune tipologie di alimentatori switching.
Normalmente, il segnale che viene trasferito è di natura digitale, ovvero si tratta di presenza o di assenza di segnale. Esistono però dei modelli in grado di trasferire segnali di tipo analogico. Nel caso sia richiesta particolare linearità vengono usati due elementi fotosensibili, uno viene usato per trasferire il segnale, il secondo per dare un segnale di ritorno al circuito di ingresso, che può così correggere eventuali non-linearità dell'insieme.
La banda passante degli optoisolatori va dalla continua a parecchi MHz.
L'isolamento è normalmente nell'ordine dei 1500 volt, ma esistono modelli che sopportano  tensioni molto superiori.
L'elemento fotosensibile può essere di vari tipi. Nella maggior parte dei casi viene utilizzato un fototransistor, ma esistono optoisolatori che utilizzano fotodiodi, fototriac e raramente fotoresistenze. In alcuni casi può essere integrato anche un circuito per elaborare il segnale, per esempio un amplificatore operazionale o un trigger di Schmitt.

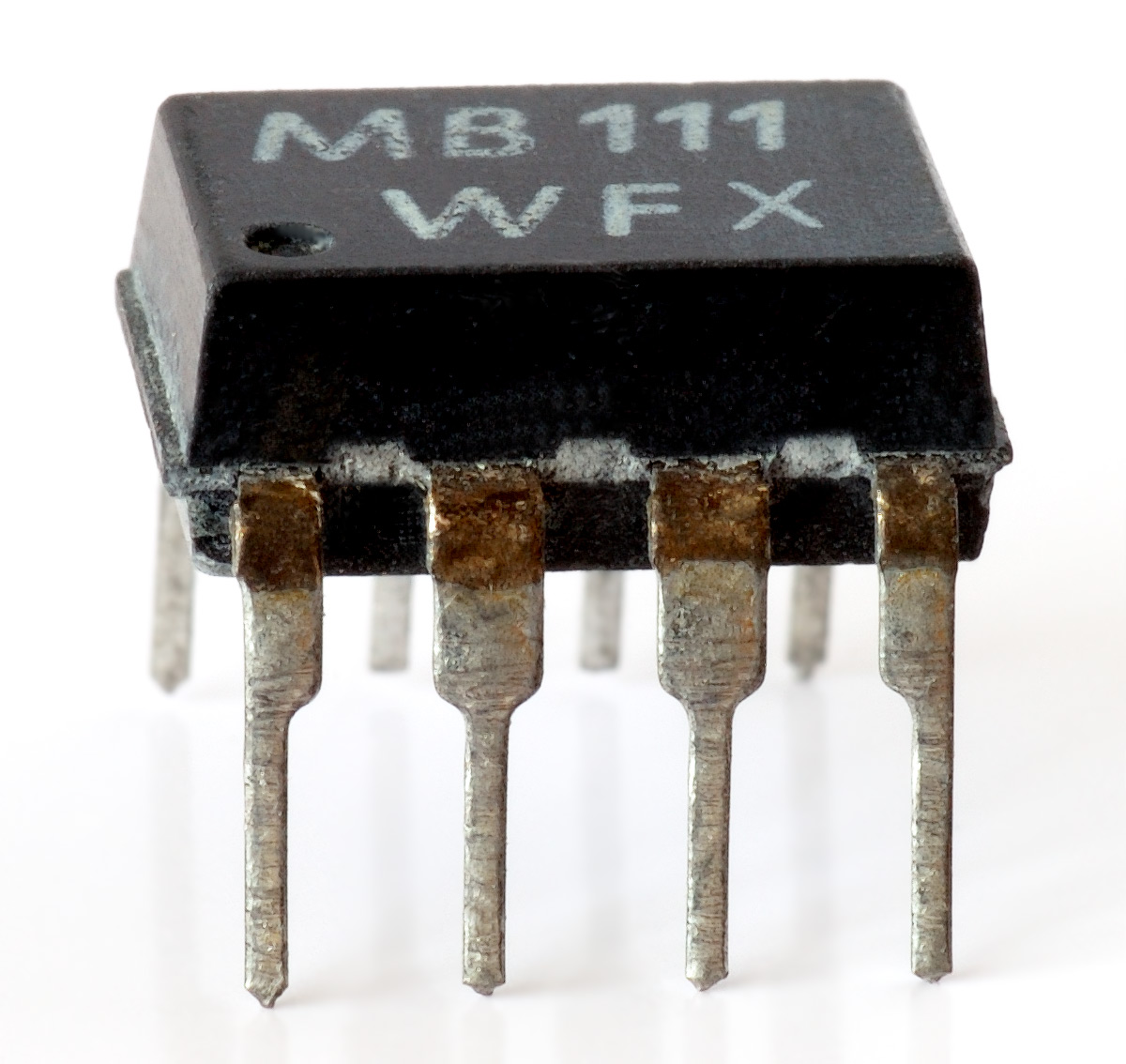
Un optoisolatore in contenitore dual-in-line a 8 pin

Esistono degli optoisolatori progettati per l'utilizzo con tensioni alternate, nei quali la sorgente luminosa è composta da una coppia di LED collegati in antiparallelo. Molto raramente, e solo in utilizzi particolari, vengono utilizzati optoisolatori che hanno come sorgente di luce una microlampadina: in questo caso il dispositivo sarà caratterizzato da una risposta molto lenta ed una vita piuttosto breve.
Gli optoisolatori vengono prodotti in molti tipi di contenitori che possono contenerne uno, due o quattro.